# Gran Premio Criquielion
El Gran Premio Criquielion (oficialmente: Grand Prix Criquielion) es una carrera ciclista de un día belga. Su nombre se debe al exciclista Claude Criquielion.
Se comenzó a disputar en 2000 como amateur, aunque en 2002 no se disputó, hasta que desde 2012 comenzó a ser profesional formando parte del UCI Europe Tour, dentro de la categoría 1.2 (última categoría del profesionalismo); por ello la mayoría de sus ganadores han sido belgas. En 2023 la prueba ascendió a la categoría 1.1.

## Palmarés
En amarillo: edición amateur.
| Año                         | Ganador            | Segundo            | Tercero              |
| --------------------------- | ------------------ | ------------------ | -------------------- |
| Gran Premio Criquielion     |                    |                    |                      |
| 1991                        | Claude Criquielion | Marc Sergeant      | Rudy Dhaenens        |
| 1992-1994                   | Pas de course      | Pas de course      | Pas de course        |
| 1995                        | Gino Primo         | Malcolm Lange      | Gianni Riviera       |
| 1996                        | Johan Remels       | Pascal Defourni    | Pawel Kowalski       |
| 1997                        | Steve Van Acken    | Yannick Lucchini   | Geert Verdeyen       |
| 1998                        | Sven Nys           | Geert Verdeyen     | Jan Clas             |
| 1999                        | Gianni David       | Danny Vandermassen | Guido Ringoet        |
| Grand Premio del Presidente |                    |                    |                      |
| 2000                        | Johan Verhaegen    | Guillaume Laloux   | Yvan Moreau          |
| 2001                        | Cameron Hugues     | David McPartland   | Carlo Meneghetti     |
| Grand Premio Criquielion    |                    |                    |                      |
| 2002                        | Renaud Boxus       | Johan Verhaegen    | Ken Hashikawa        |
| 2003                        | Kurt Hovelijnck    | Stéphane Pétilleau | Assan Bazayev        |
| 2004                        | Hamish Haynes      | David O'Loughlin   | Raphaël Bastin       |
| 2005                        | Kevin Degezelle    | Heath Blackgrove   | Yuriy Yuda           |
| 2006                        | Jonathan Henrion   | Jérôme Baugnies    | Rob Hurd             |
| 2007                        | Michael Blanchy    | Bobbie Traksel     | Zdeněk Štybar        |
| 2008                        | Fabio Polazzi      | Dave Bruylandts    | Thomas Degand        |
| 2009                        | Nico Kuypers       | Thomas Degand      | Gunter Sterck        |
| 2010                        | Jelle Wallays      | Jarl Salomein      | Julien Vermote       |
| 2011                        | Tim de Troyer      | Laurent Donnay     | Maarten Vlasselaer   |
| 2012                        | Tom David          | Jonathan Breyne    | Niels Wytinck        |
| 2013                        | Boris Vallée       | Gijs Van Hoecke    | Eugenio Alafaci      |
| 2014                        | Kevin Peeters      | Bert Van Lerberghe | Kevin Deltombe       |
| 2015                        | Jelle Wallays      | Jef Van Meirhaeghe | Thomas Vaubourzeix   |
| 2016                        | Timothy Dupont     | Timothy Stevens    | Rob Leemans          |
| 2017                        | Bram Welten        | Arjen Livyns       | Lionel Taminaux      |
| 2018                        | Lionel Taminiaux   | Alfdan De Decker   | Alexander Maes       |
| 2019                        | Arne Marit         | Milan Menten       | Žiga Jerman          |
| 2020-2021                   | no se disputó      | no se disputó      | no se disputó        |
| 2022                        | Pier-André Côté    | Gil Gelders        | Thimo Willems        |
| 2023                        | Samuel Welsford    | Milan Menten       | Kristoffer Halvorsen |
| 2024                        | Alec Segaert       | Pavel Bittner      | Jenthe Biermans      |
| 2025                        | Matteo Moschetti   | Hugo Hofstetter    | Giacomo Nizzolo      |

## Palmarés por países
| País          | Victorias |
| ------------- | --------- |
| Bélgica       | 22        |
| Reino Unido   | 2         |
| Nueva Zelanda | 2         |
| Países Bajos  | 1         |
| Canadá        | 1         |
| Australia     | 1         |
| Italia        | 1         |